# Äppelvikens ridskola

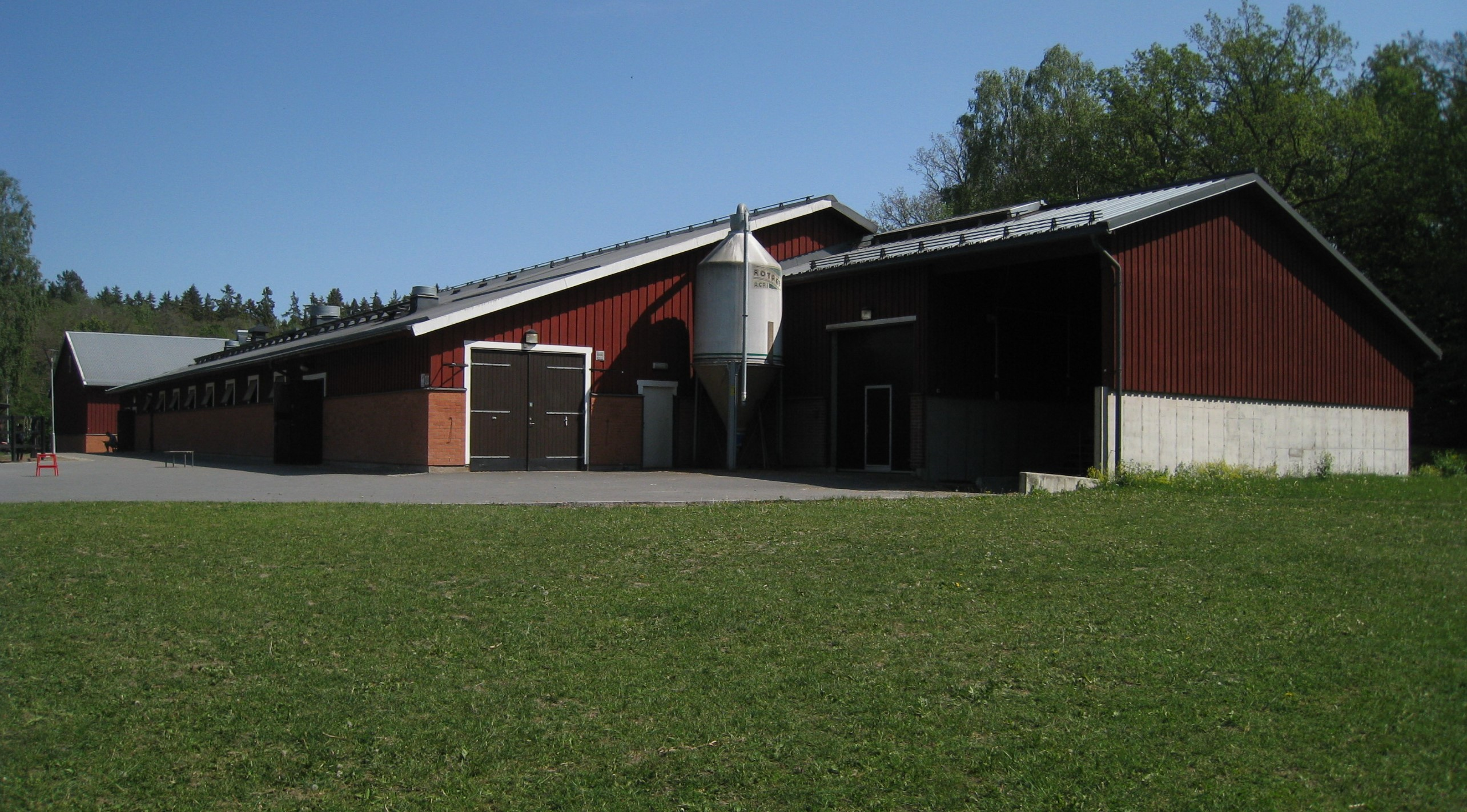
Äppelvikens ridskola i Åkeshov.

Äppelvikens ridskola är en ridskola i Bromma i Stockholm.
Ridskolan är sedan 1986 verksam i Åkeshovs ridanläggning på Åkeshovsvägen 31 och är belägen intill Åkeshovs slott och Judarskogen. Innan dess låg Äppelvikens ridskola i Stora mossen, nära gränsen till Äppelviken i Bromma, därav namnet.
Äppelvikens Ridskola med ridhus grundades 1920 och låg på platsen, som ligger  mellan nuvarande Bromma gymnasium och Stora Mossens idrottsplats. Verksamheten flyttades 1986 till nytt ridhus vid Åkeshovs slott.
Äppelvikens Ridskola drivs i form av aktiebolag sedan 1980 av Marianne och Claes Lagergréen, som arrenderar anläggningen och ansvarar för all ridundervisning. Familjen arrenderar Åkeshovs ridanläggning av Stockholms stad. 
Bromma Ridklubb bildades 1939 och är en intresseförening för ridskolans elever och ansvarar för merparten av övrig verksamhet.

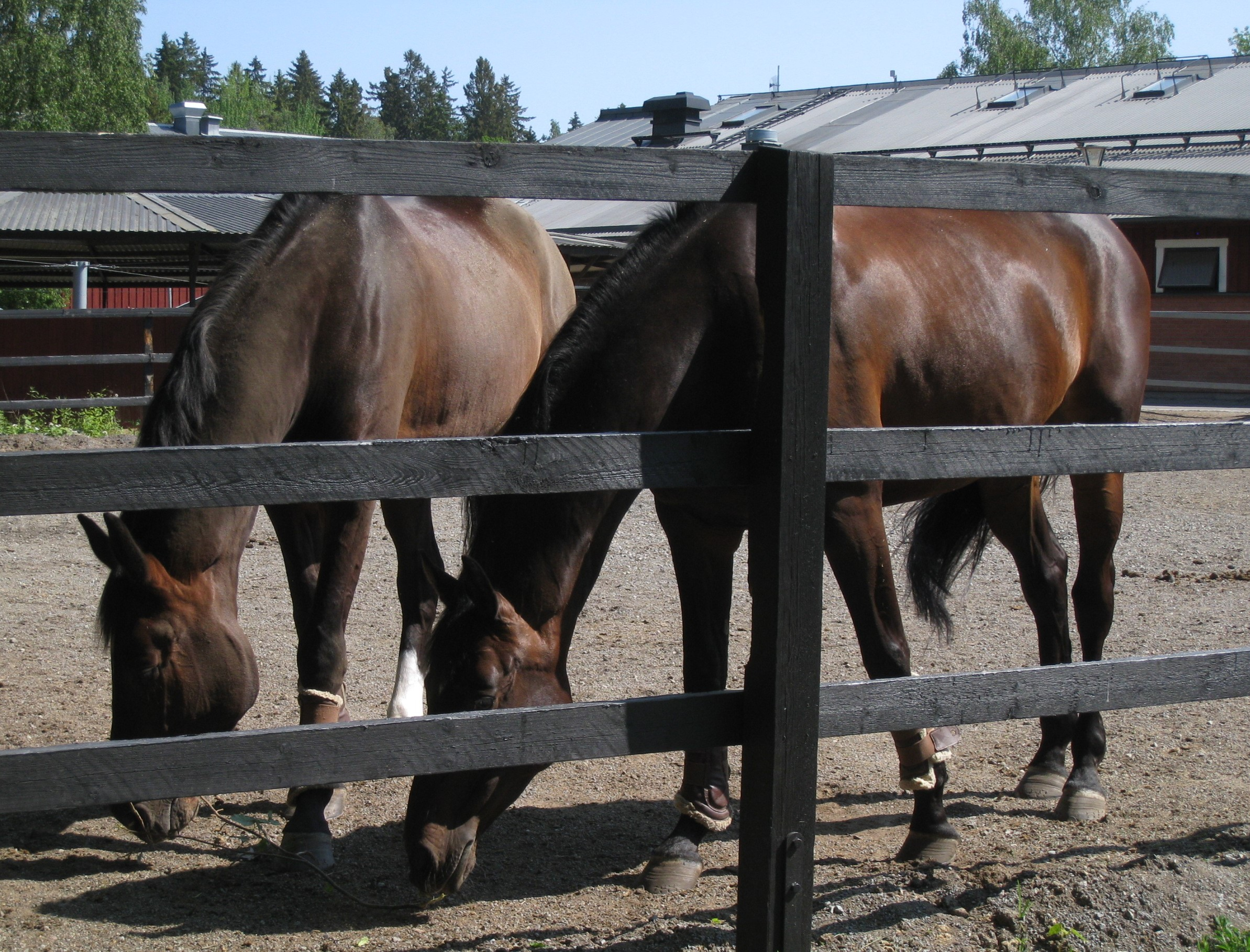
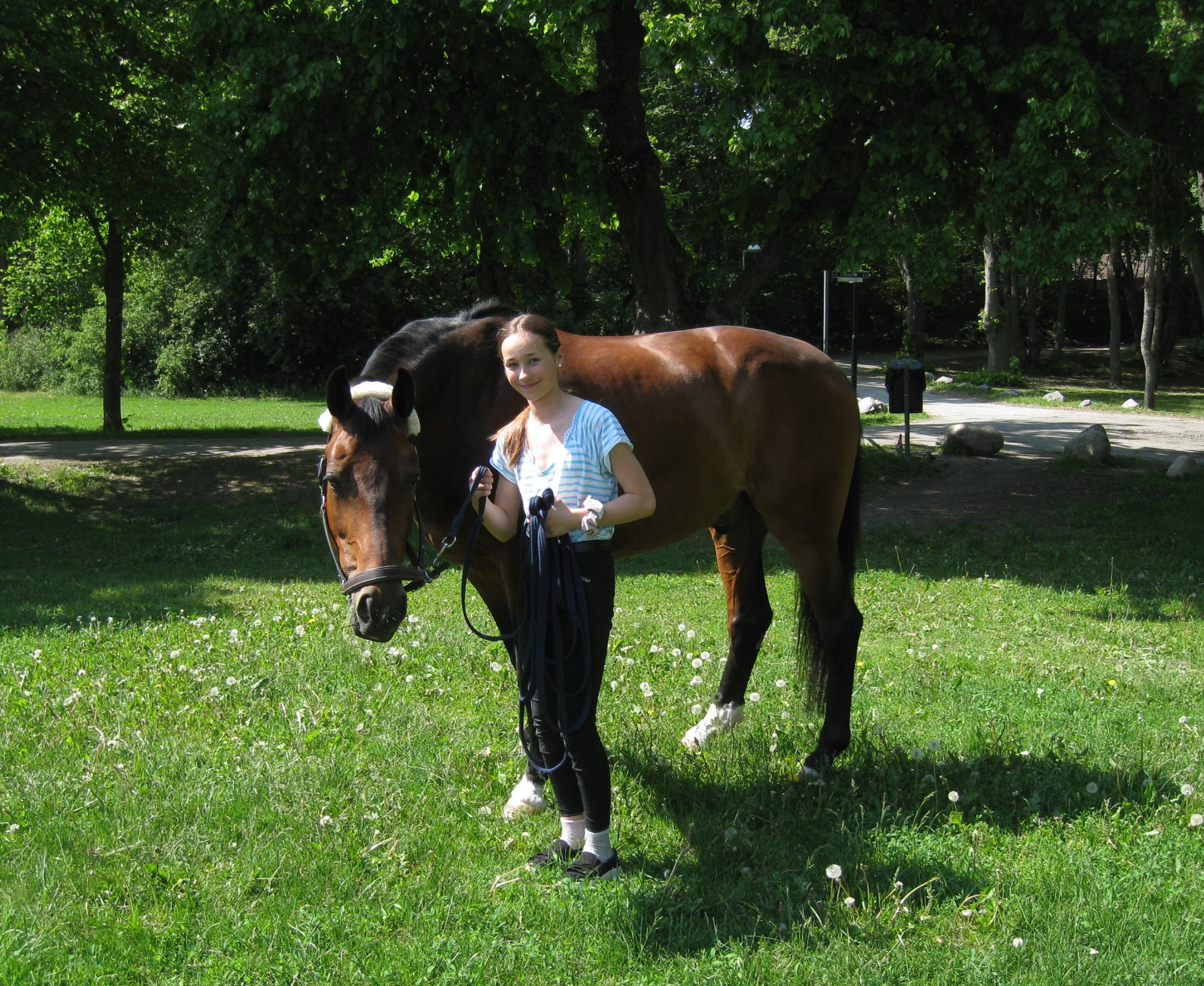
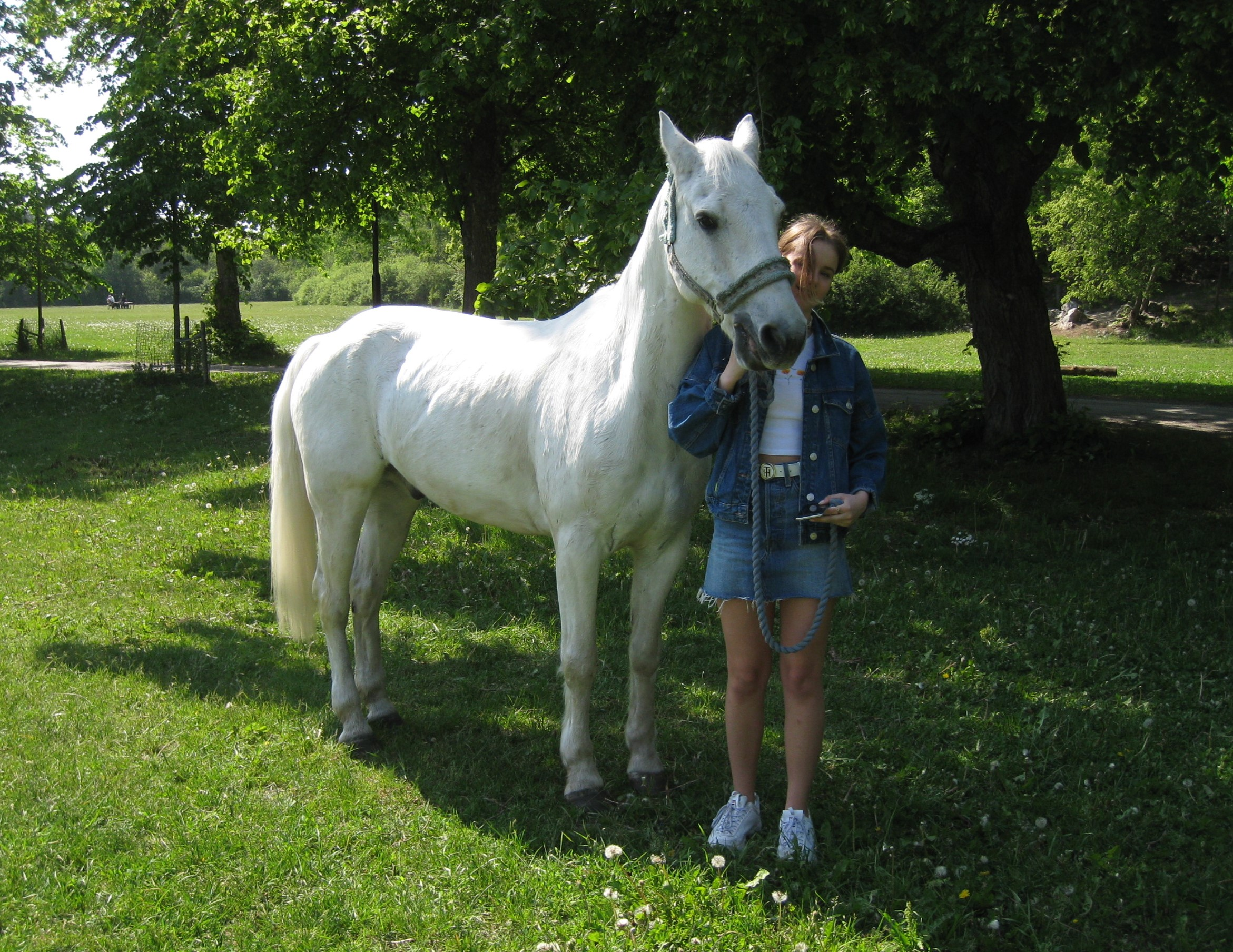